# オニョンニョンウイルス
オニョンニョンウイルス(O'nyong'nyong virus)は、トガウイルス科アルファウイルス属のウイルスである。ウガンダのエンテベにあるウガンダウイルス研究所で1959年に初めて分離された。チクングンヤウイルスやイグボオラウイルスと近縁である。名前は、ウガンダとスーダンで使われているナイル語で「関節を弱らせるもの」という意味である。

## 感染
オニョンニョンウイルスは、感染したカに噛まれることで感染する。主な媒体がハマダラカ(Anopheles funestus及びAnopheles gambiae)である唯一のウイルスである。

## 症状
感染による主な症状は、多発性関節炎、発疹、発熱である。その他にも、眼の痛み、胸の痛み、けん怠感等の症状が出る場合もある。感染による死亡例は知られていない。

## 流行
オニョンニョン熱はこれまで2度の流行を起こした。1度目は1959年から1962年で、ウガンダからケニヤ、タンザニア、ザイール、マラウイ、モザンビークに広がり、200万人以上が感染した。これは、歴史上最も広がったアルボウイルスの流行の1つとなった。この時にカとヒトから分離された最初のウイルスは、ウガンダ北部のグルーから、1959年に分離された。
2度目の大流行は1996年から1997年で、400人以上が感染した。1度目の流行から35年を経ていることと、1904年から1906年にもウガンダで流行した証拠があることから、30年から50年の周期で大流行が発生することが示唆されている。

## 株
オニョンニョンウイルスは、少なくとも3つの主な株に分類される。これらのゲノム配列は、ゲノムデータベースから見ることができる。